# Francesco Romano
Francesco Romano (ur. 25 kwietnia 1960 w Saviano) – piłkarz włoski grający na pozycji pomocnika.

## Kariera klubowa
Karierę piłkarską Romano rozpoczął w zespole AC Reggiana. W sezonie 1977/1978 awansował do dorosłej kadry Reggiany i zadebiutował w Serie C1. Przez trzy lata grał na tym szczeblu rozgrywek, a w 1979 roku został piłkarzem A.C. Milan. Od sezonie 1979/1980 grał z Milanem w Serie B, a w 1981 roku wywalczył awans do Serie A. Po roku wrócił jednak z Milanem do drugiej ligi, a w 1983 roku ponownie wygrał te rozgrywki.
Latem 1983 roku Romano przeszedł do Triestiny Calcio. Po trzech latach gry w Serie B zmienił klub i trafił do SSC Napoli. W 1987 roku wywalczył z Napoli zarówno mistrzostwo, jak i Puchar Włoch. Z kolei w 1989 roku zdobył Puchar UEFA (nie grał w finałowych meczach z VfB Stuttgart.
W 1989 roku Romano odszedł do Torino Calcio. W 1990 roku wygrał z nim rozgrywki drugiej ligi. W 1991 roku przeszedł do Venezii. W latach 1993–1994 grał w Triestinie Calcio, z którą wygrał Puchar Serie C. Karierę piłkarską zakończył w 1995 roku jako piłkarz A.C. Palazzolo 1913.

## Kariera reprezentacyjna
W swojej karierze Romano występował w reprezentacji Włoch U-21. W 1988 roku został powołany przez selekcjonera dorosłej reprezentacji Włoch Azeglia Viciniego do kadry na Euro 88, jednak na tym turnieju nie zagrał żadnego spotkania. Nie zdołał także zaliczyć debiutu w kadrze narodowej.